# 群馬県道・埼玉県道71号高崎神流秩父線
群馬県道・埼玉県道71号高崎神流秩父線（ぐんまけんどう・さいたまけんどう71ごう たかさきかんなちちぶせん） は、群馬県高崎市から多野郡神流町を経て、埼玉県秩父市を結ぶ県道（主要地方道）である。群馬県内で2箇所の未供用区間がある。

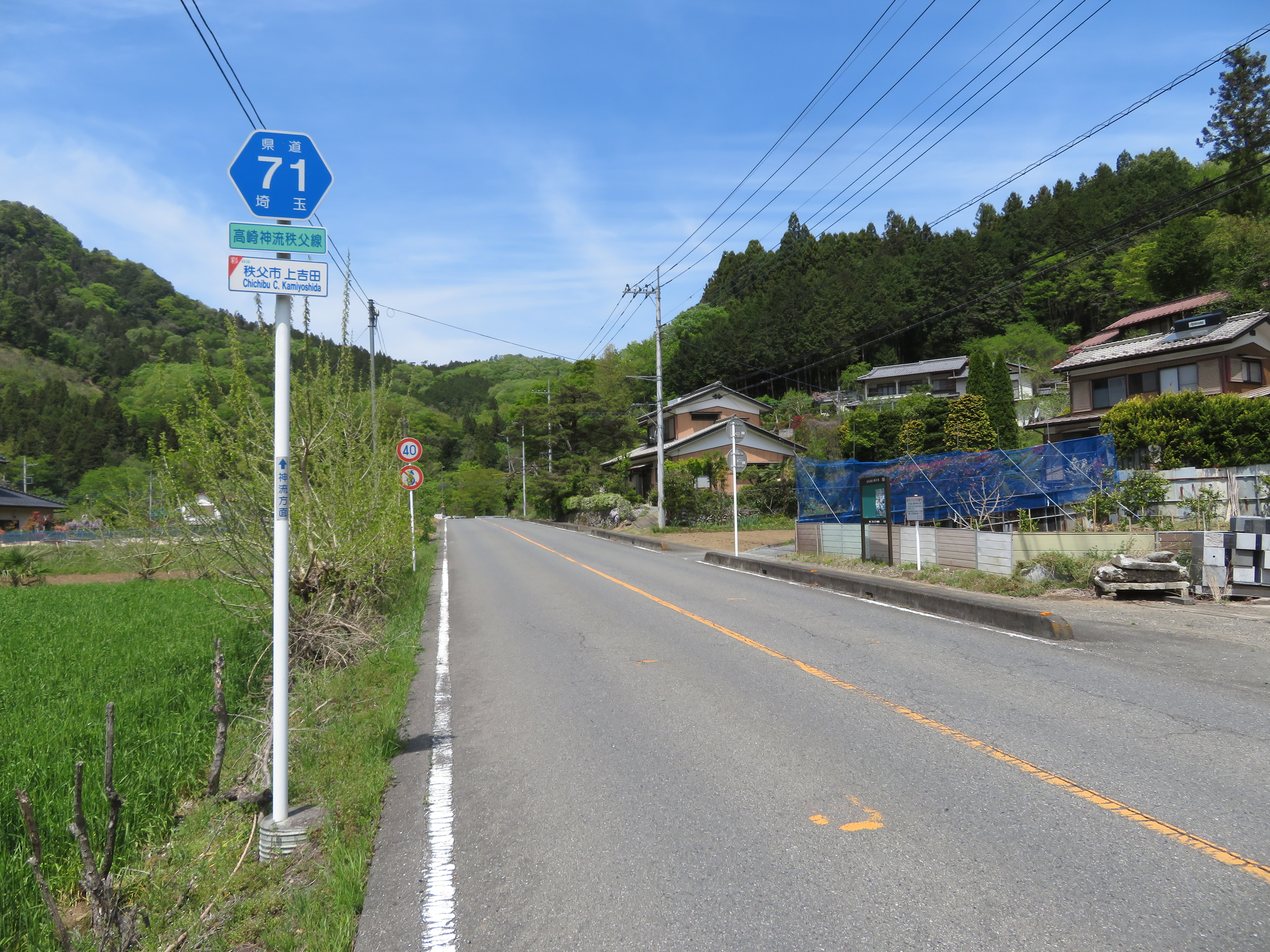
秩父市上吉田付近

## 概要
起点を群馬県高崎市、終点を埼玉県秩父市、重要な経過地を群馬県多野郡吉井町・万場町とする、群馬県と埼玉県より認定を受けた県道の路線である。高崎市内は2つの経路があり、一方の旧道は高崎市中心部の西端、国道17号聖石橋交差点を起点として聖石橋で烏川を渡り、もう一方の新道は、高崎駅東口の南方、群馬県道12号前橋高崎線がJR高崎線を陸橋で渡り終えた先の新後閑（しごか）町交差点に端を発し、間も無く上越新幹線高架下を通り、立体交差となる国道17号城南大橋交差点を経て城南大橋で烏川を渡る。この2つが寺尾町北交差点で合流し、群馬県道30号寺尾藤岡線と分岐した後、中山峠を越え高崎市吉井町に入る。
鏑川（かぶらがわ）に架かる多胡橋を渡り、旧吉井町の中心街に入り上信電鉄を越え川内交差点で国道254号につき当たると、わずかの区間を重複し同市吉井町吉井の駅入口交差点で分かれ南下、同市吉井町東谷大判地から県道の指定が途絶え、車両の通行はできない。ここから山を越えた藤岡市上日野の馬渡戸から再び県道71号の指定がなされており、ここを起点とする群馬県道175号上日野藤岡線とは反対の西へと向かい、2.5 kmほど先、藤岡市上日野の小柏で群馬県道177号会場鬼石線と分かれ、道は南の投石峠へと向かうがここで再び県道の指定が途絶えており、道路は舗装もされておらず一般車両の通行は極めて困難である。
西御荷鉾（にしみかぼ）山の尾根、御荷鉾スーパー林道沿いの投石峠から県道への指定が復活し、多野郡神流町を南西へと下り、旧・万場町中心街で、国道462号に突き当たる。東へ1kmほど国道と重複した後、南へと分かれ、神流川を渡ると山道を南東の土坂峠へと向かう。群馬・埼玉県境にあるこの峠は隧道となっており、抜けると埼玉県秩父市である。ここからは埼玉県道となる。
埼玉県に入ってからも序盤は急カーブ連続の狭い山道がある。秩父郡皆野町、小鹿野町に挟まれた区間を通り埼玉県道37号皆野両神荒川線と合流し終点となる。

### 路線データ
- 起点
  1. 群馬県高崎市新後閑町11番の1地先（群馬県道12号前橋高崎線交点・群馬県道134号新田町新後閑線終点：新後閑町交差点）[2]
  2. 群馬県高崎市若松町（国道17号高崎バイパス・群馬県道25号高崎渋川線交点：聖石橋交差点）
- 終点：埼玉県秩父市吉田町宮戸（埼玉県道37号皆野両神荒川線交点）
- 重要な経過地：多野郡吉井町[注釈 3]、多野郡万場町[注釈 4]、

## 歴史
- 1959年（昭和34年）9月18日：群馬県より現・道路法に基づき、前身にあたる県道生利吉井線（多野郡万場町大字生利 - 藤岡市 - 同郡吉井町大字吉井、整理番号61）として路線認定される[3]。
  - 同日、前々身路線にあたる県道吉井万場線（多野郡吉井町 - 同郡万場町、整理番号211）が路線廃止される[4]。
- 1993年（平成5年）5月11日：建設省から、県道高崎吉井線・県道生利吉井線・県道吉田万場線が高崎万場秩父線として主要地方道に指定される[5]。
- 1994年（平成6年）4月1日：群馬県より、高崎万場秩父線（整理番号71）として路線認定される[1]。同日、群馬県内の前身路線である、高崎吉井線（整理番号13）・生利吉井線（整理番号153）・吉田万場線（整理番号133）を廃止[6]。
- 2019年（令和元年）10月13日：神流町万場地区で路体崩壊の為、道路規制（2022年9月18日現在も一部規制中）[7]。

## 路線状況

### 重複区間
- 国道254号・群馬県道41号神田吉井停車場線 （高崎市吉井町吉井川・川内交差点 - 高崎市吉井町吉井・吉井交差点）
- 国道462号（多野郡神流町大字万場 地内）

### 道路施設
- 城南大橋（烏川・国道17号、群馬県高崎市新後閑町 - 同市石原町）
- 聖石橋（烏川、群馬県高崎市若松町 - 同市聖石町）
- 多胡橋（鏑川、群馬県高崎市吉井町池）
- 土坂トンネル（群馬県多野郡神流町大字生利 - 埼玉県秩父市上吉田） - トンネル総延長が群馬県の管理となっている[8]。

## 地理

### 通過する自治体
- 群馬県
  - 高崎市
  - 藤岡市
  - 多野郡神流町
- 埼玉県
  - 秩父市

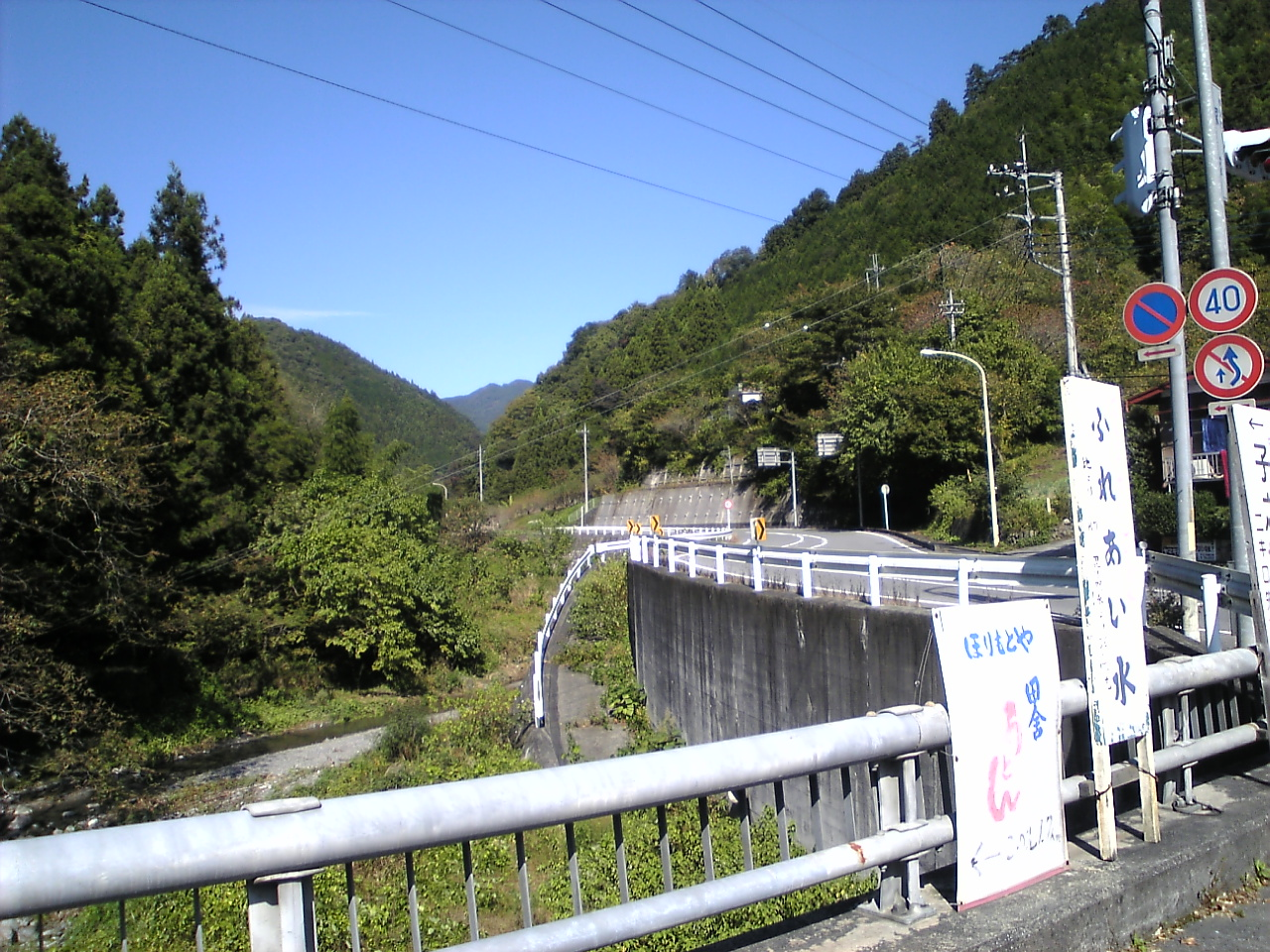
埼玉県秩父市・塚越交差点付近（2009年10月）
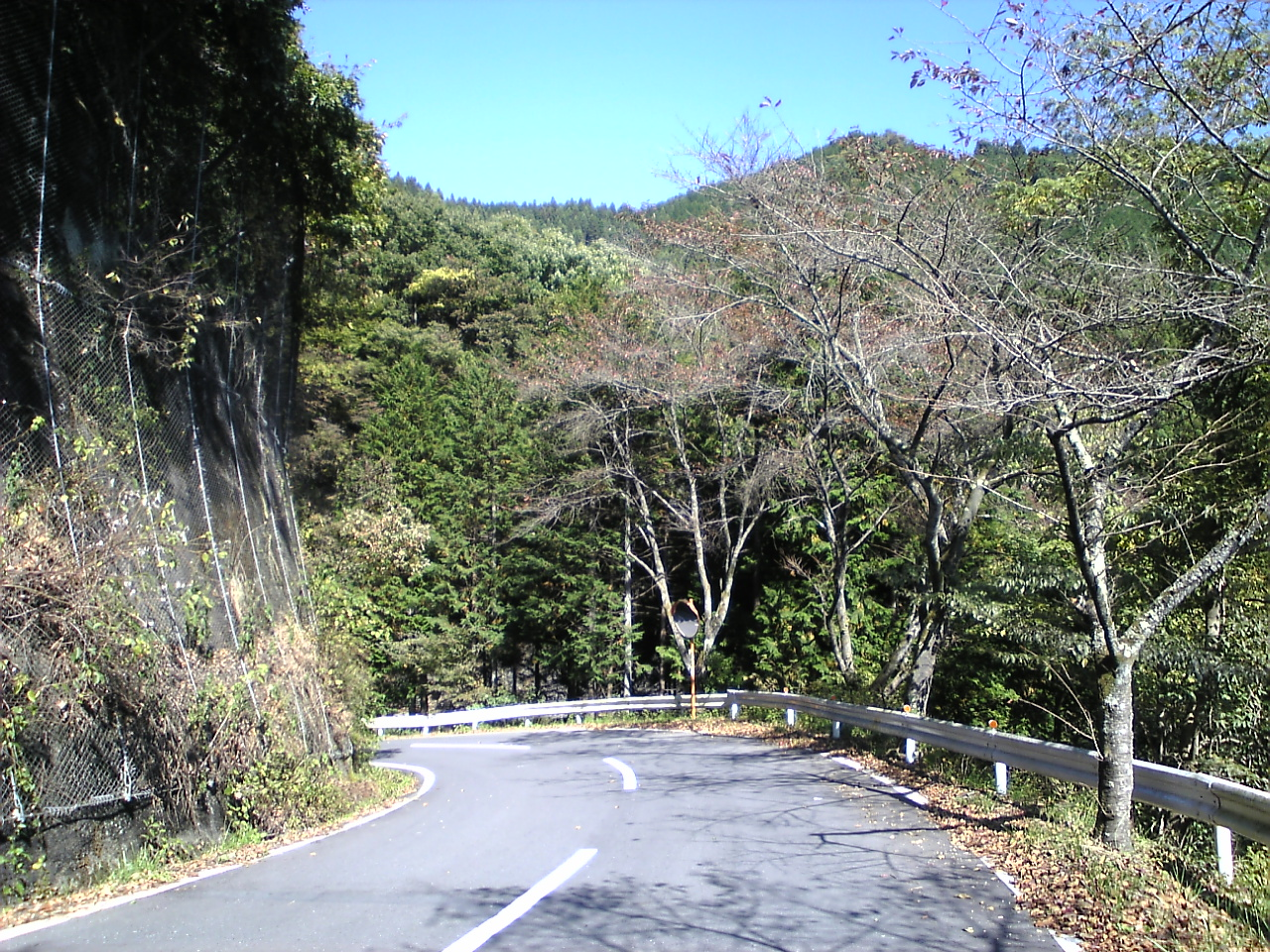
土坂峠付近（2009年10月）

### 交差する道路
- 群馬県
  - 国道17号高崎バイパス・群馬県道25号高崎渋川線（高崎市若松町・聖石橋交差点、起点）
  - 群馬県道203号金井高崎線（高崎市石原町・館入口交差点）
  - 群馬県道71号高崎神流秩父線 支線（高崎市寺尾町・寺尾町北交差点）
  - 群馬県道30号寺尾藤岡線（高崎市寺尾町）
  - 群馬県道200号後賀山名停車場線（高崎市吉井町岩崎・岩崎交差点）
  - 国道254号（群馬県道41号神田吉井停車場線 重複）（高崎市吉井町吉井川・川内交差点）
  - 国道254号・群馬県道41号神田吉井停車場線（高崎市吉井町吉井・吉井交差点）
  - 群馬県道175号上日野藤岡線（藤岡市上日野）
  - 群馬県道177号会場鬼石線（藤岡市上日野）
未供用区間
  - 国道462号（多野郡神流町大字万場）
  - 国道462号（多野郡神流町大字万場）
- 埼玉県
  - 埼玉県道282号藤倉吉田線（秩父市上吉田・塚越交差点）
  - 埼玉県道37号皆野両神荒川線（秩父市上吉田・宮戸交差点、終点）

支線
- 群馬県道12号前橋高崎線・群馬県道134号新田町新後閑線（高崎市新後閑町・新後閑交差点、支線起点）
- 国道17号高崎バイパス（高崎市新後閑町・城南大橋交差点）
- 群馬県道71号高崎神流秩父線 現道（高崎市寺尾町・寺尾町北交差点）

### 沿線にある施設など
群馬県
- 投石峠
- みかぼ高原自然村
- 神流町役場
- 万場郵便局
- 群馬県立万場高等学校

埼玉県
秩父市
- 吉田げんき村
- 小鹿野警察署上吉田駐在所